# Poix-du-Nord
Poix-du-Nord este o comună în departamenul Nord, regiunea Nord-Pas-de-Calais, Franța. Comuna se află la altitudinea de 104–151 m deasupra n.m. ocupă suprafața de 8.67 km2 și avea în anul 1999, 2.013 loc.

## Orașe înfrățite
- Keighley, West Yorkshire Marea Britanie